# Elisabethanische Architektur

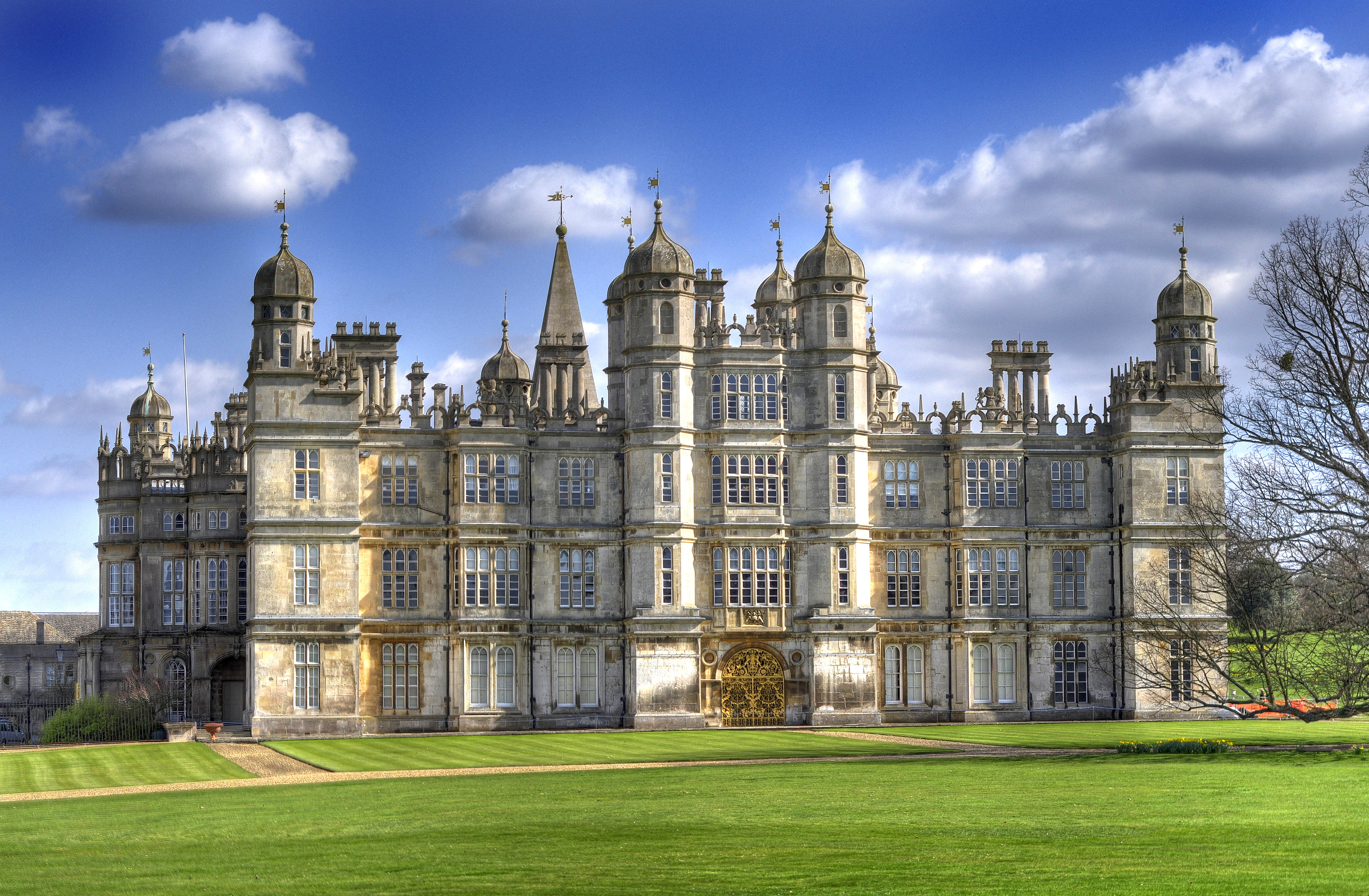
Burghley House, Lincolnshire (1555–1587)

Die Elisabethanische Architektur ist eine Baustilrichtung der Renaissance in England. Sie war während der Regierungszeit von Elisabeth I. (1558–1603) in Mode und entspricht zeitlich, aber nicht stilistisch etwa dem Cinquecento in Italien, der Frührenaissance in Frankreich und dem plateresken Stil in Spanien. In England folgte die überwiegend rektilineare Elisabethanische Architektur dem noch in hohem Maße von Bögen geprägten Tudorstil. Ihrerseits ging sie ihrer weiteren stilistischen Ausprägung, der jakobinischen Architektur des 17. Jahrhunderts und bis zu einem gewissen Grad auch dem Palladianismus voraus, der durch eine Handvoll prominenter Aufträge aus Hofkreisen durch Inigo Jones eingeführt wurde.

## Geschichte

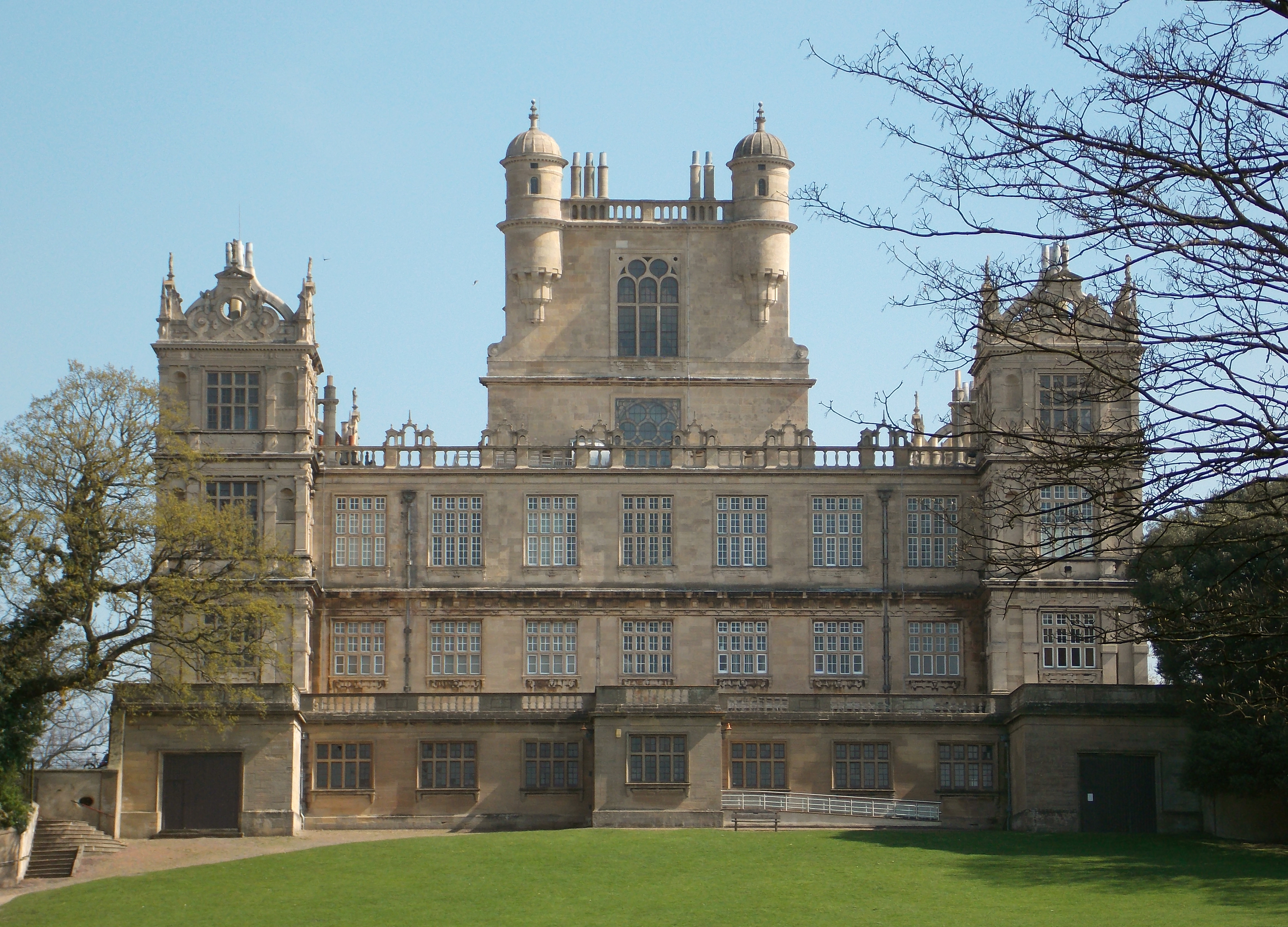
Wollaton Hall bei Nottingham (1580–1588)

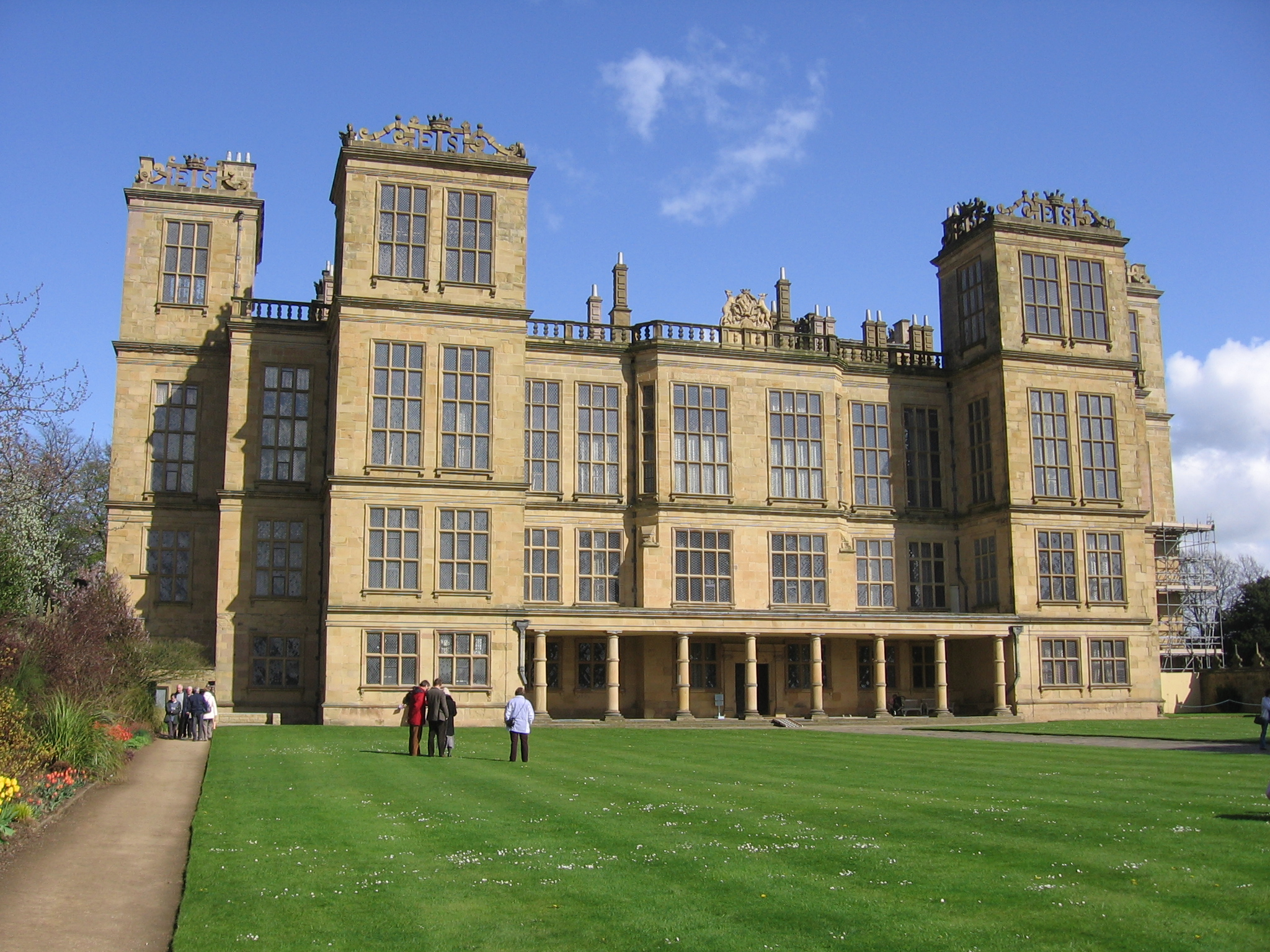
Hardwick Hall, Derbyshire (1590–1597)

Die Renaissance kam in England in der Regierungszeit von Elisabeth I. an. Der Baustil breitete sich zunächst in Flandern aus, wo unter anderem Stilelemente wie der Staffelgiebel und Beschlagwerk in geometrischen Formen angewendet wurden; beide Elemente kann man auch an den Türmen von Wollaton Hall und Montacute House sehen. Flämische Bauleute lösten die Italiener ab, die den Tudorstil beeinflusst hatten. Die von Henri de Paschen, einem Antwerpener Architekten entworfene alte Royal Exchange in London war eines der ersten wichtigen Gebäude, die den von den flämischen Handwerkern eingeführten Baustil zeigen. Andere Bauten sind z. B.:
- Audley End House
- Blickling Hall
- Charterhouse (London)
- Condover Hall (Shropshire)
- Danny House
- Hatfield House
- Longleat House
- Montacute House
- Wollaton Hall

In England manifestierte sich die Renaissance meist in großen, rechteckigen und hohen Häusern, wie dem Longleat House. Oft haben diese Gebäude asymmetrisch angebrachte Türme, die auf die Entwicklung aus der mittelalterlichen Festungsarchitektur hinweisen. Hatfield House, das in den Jahren 1607–1611 zur Gänze von Robert Cecil, 1. Earl of Salisbury, gebaut wurde, ist ein perfektes Beispiel für die Übergangsperiode vom Giebel-und-Türmchen-Stil der vorhergehenden Ära. Man sieht deutlich die mit Türmchen versehenen Flügel im Tudorstil an beiden Enden mit ihren rechteckigen Fenstern, aber gleichzeitig erreicht das Ganze eine Symmetrie; die beiden Flügel sind auf der Gartenseite durch eine Fassade mit Arkaden und turmartig erhöhtem Mittelrisalit verbunden. Die zentrale Fassade, ursprünglich eine offene Loggia, wird Inigo Jones selbst zugeschrieben. Allerdings zeigt die zentrale Terrasse einen stärkeren jakobinischen Einfluss, als Jones angewandt hätte, und so ist die Zuschreibung vermutlich falsch. Im Inneren des Hauses zeigt das fein geschnitzte Treppenhaus den Einfluss der italienischen Renaissance auf die englische Ornamentik.
Ebenfalls zu dieser Zeit übernahmen englische Häuser das Konzept einer Long Gallery als Hauptempfangsraum.

## Architekten dieser Periode
- Robert Adams (1540–1595)
- William Arnold (fl. 1595–1637)
- Simon Basil (fl. 1590–1615)
- Robert Lyminge (fl. 1607–1628)
- Robert Smythson (1535–1614)
- John Thorpe oder Thorp (ca. 1565–1655?; fl.1570–1618)

## Weitere Bilder

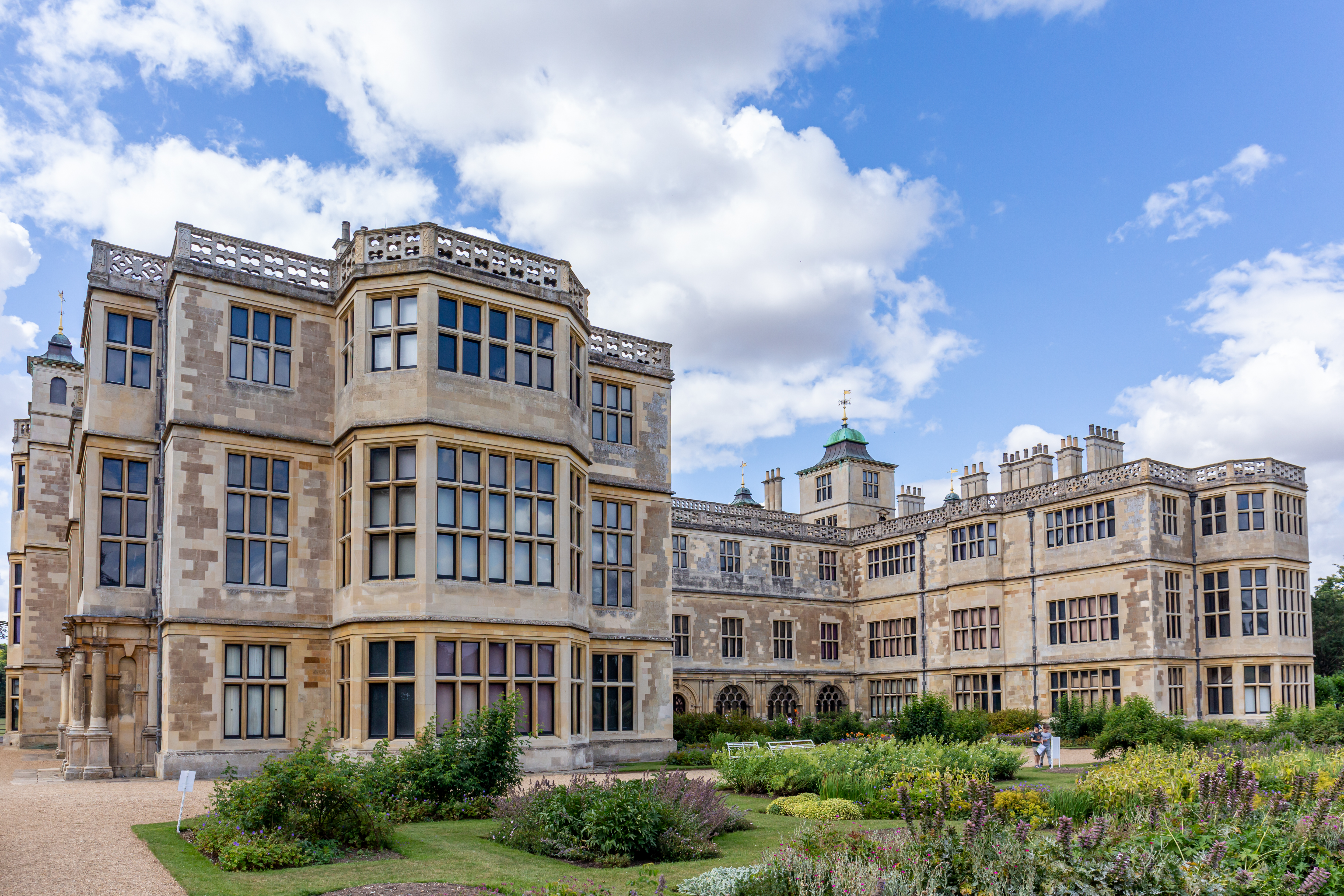
Audley End House
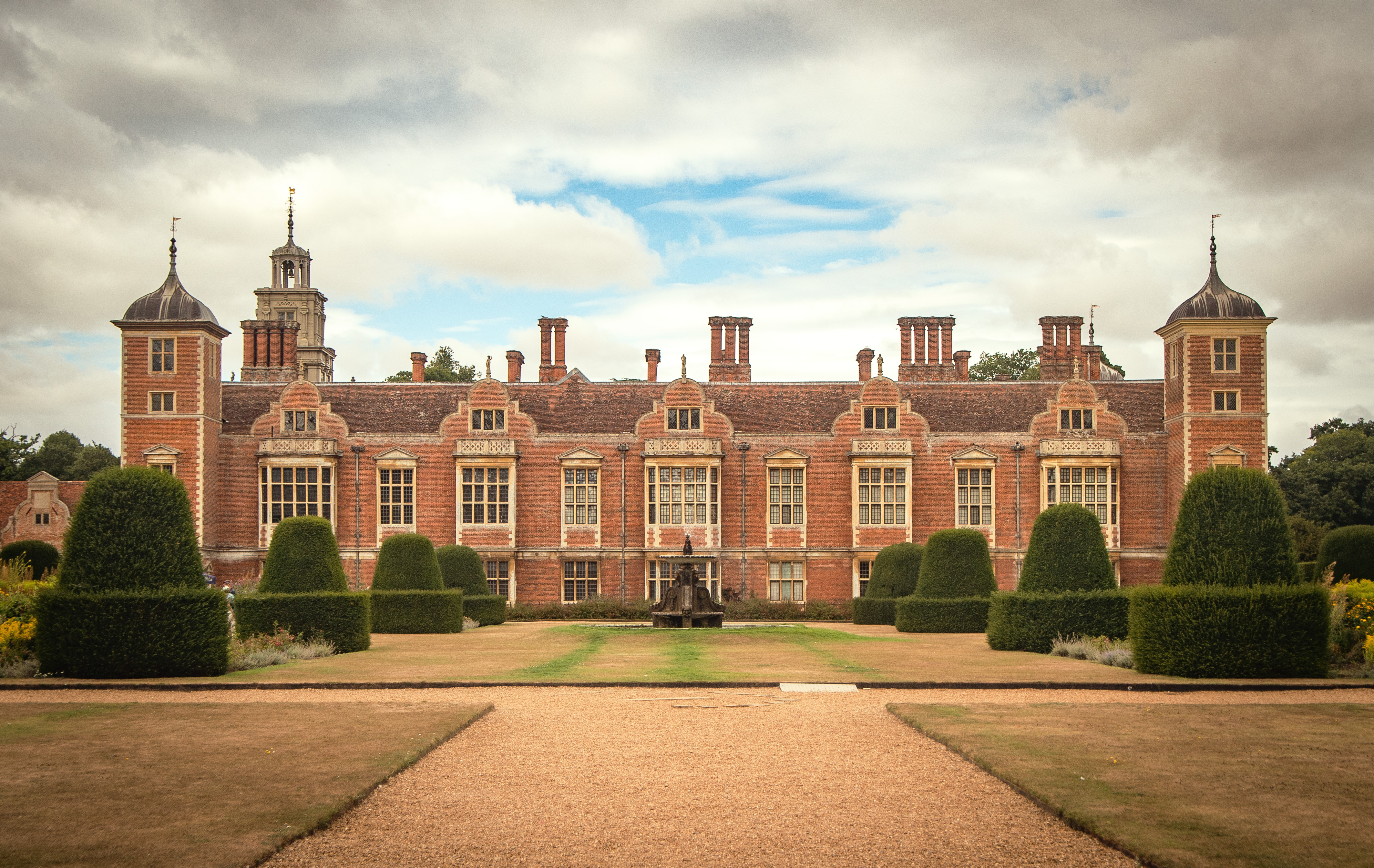
Blickling Hall
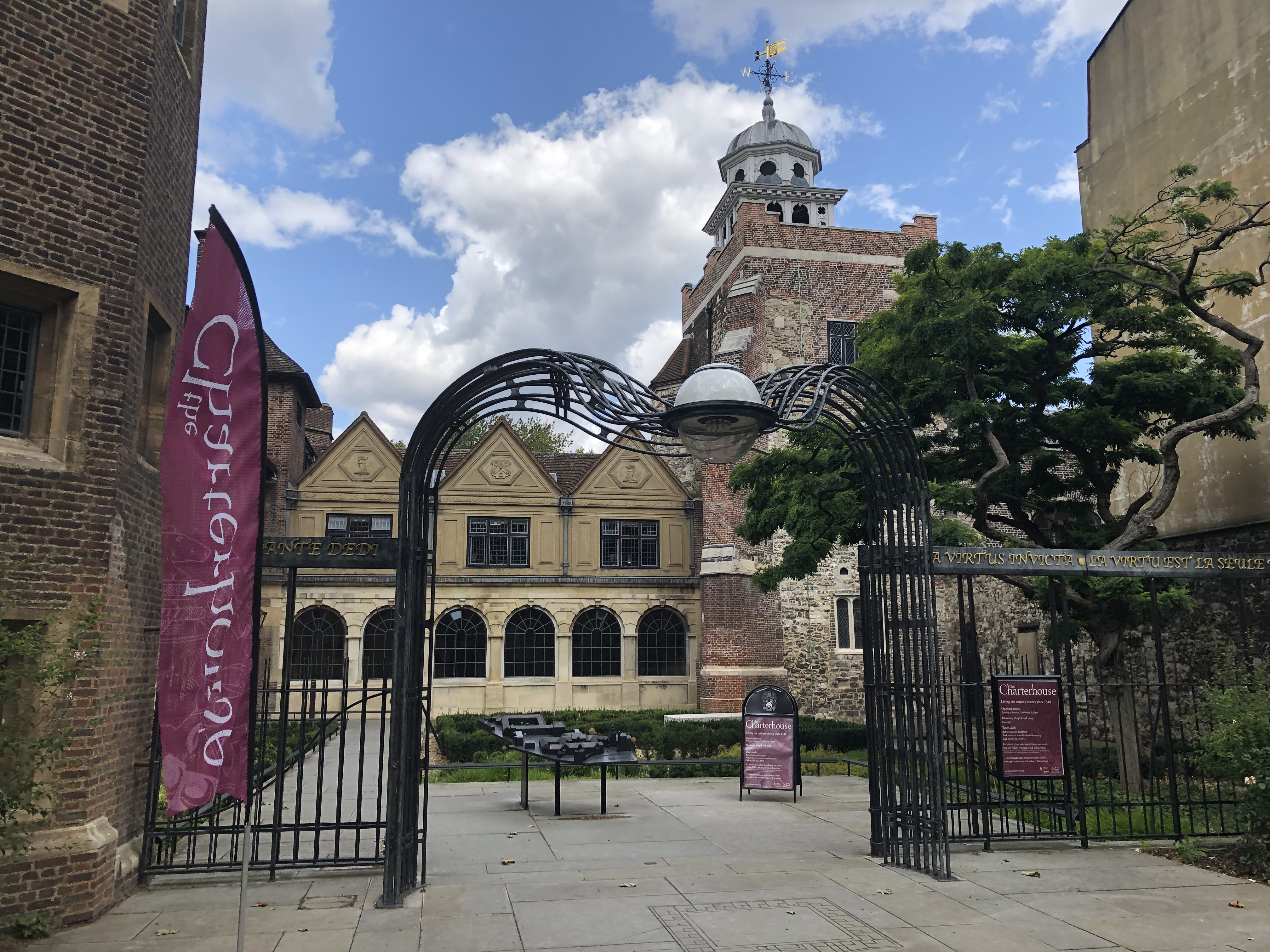
Charterhouse (London)
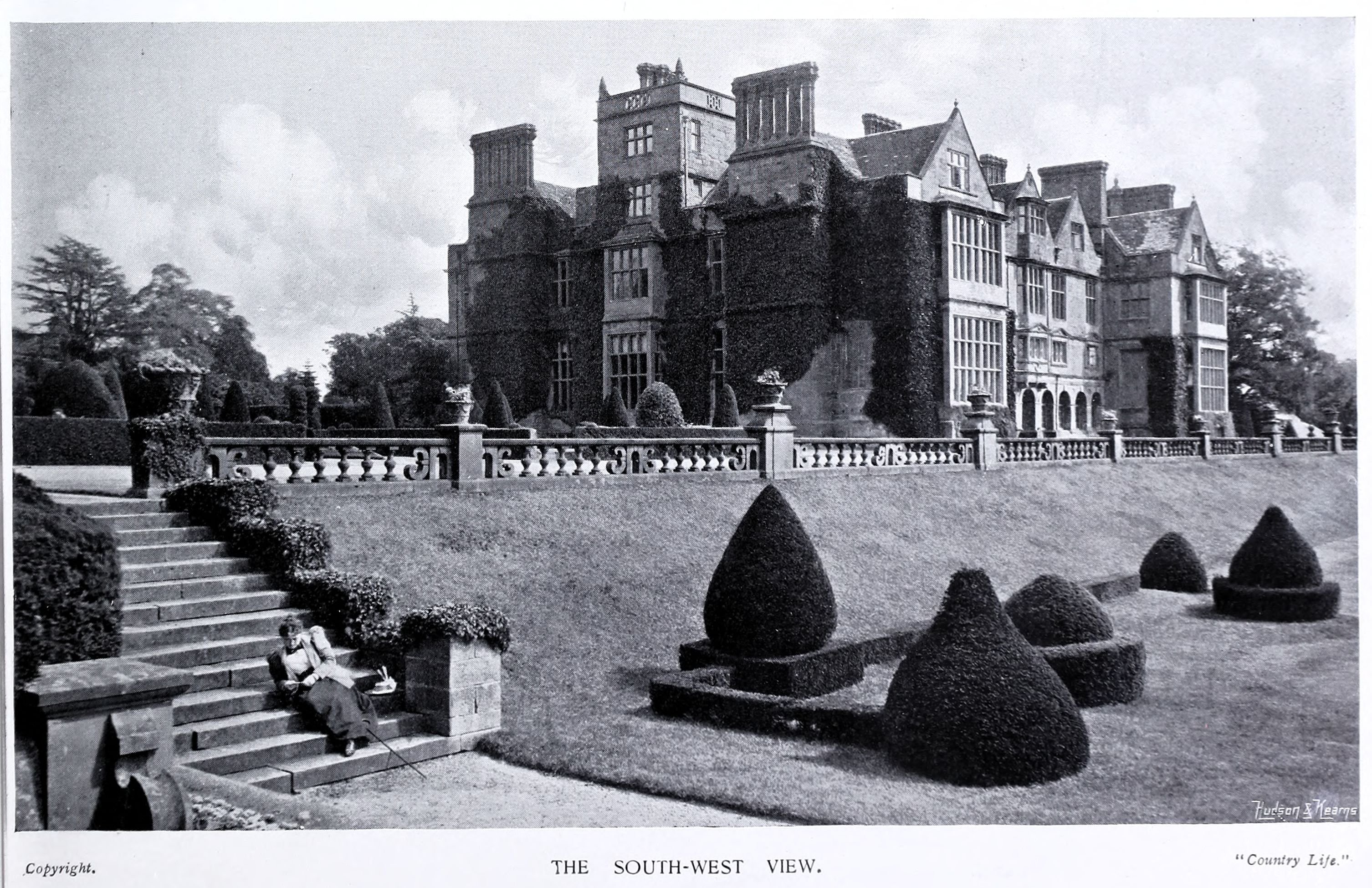
Condover Hall
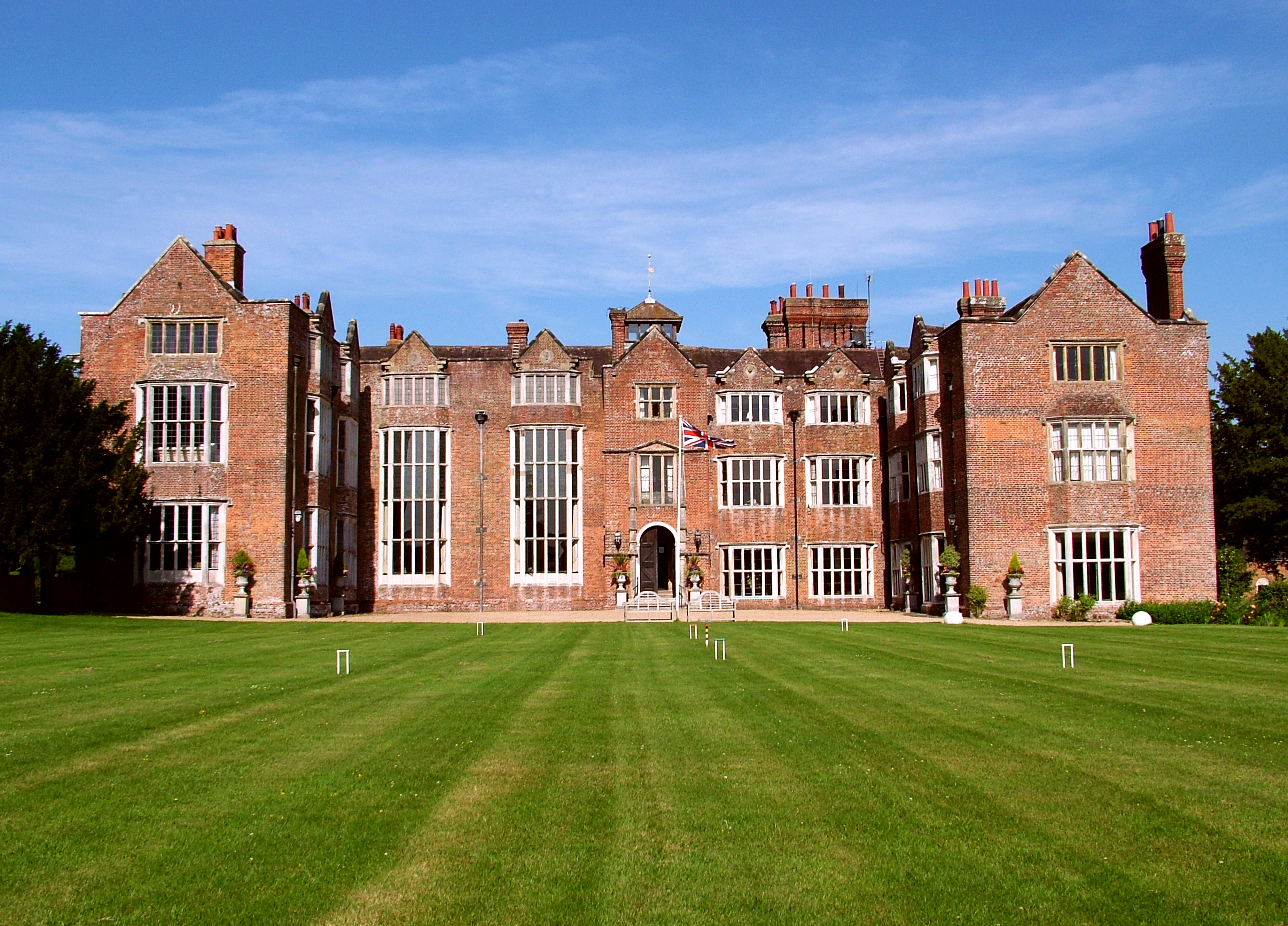
Danny House
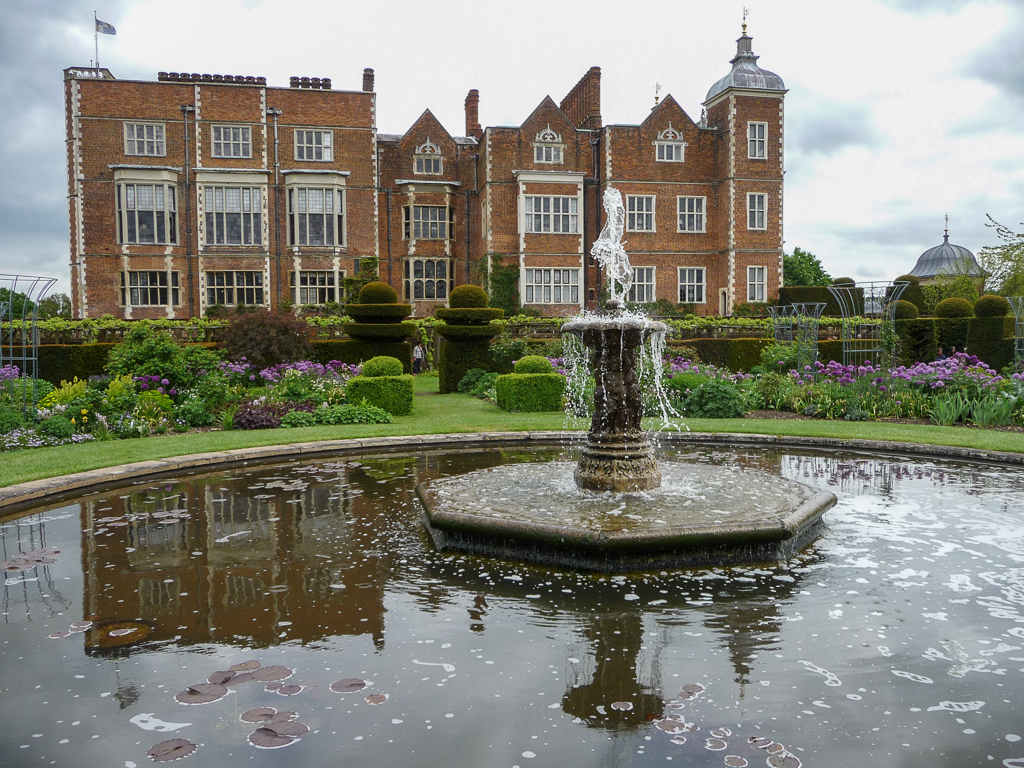
Hatfield House
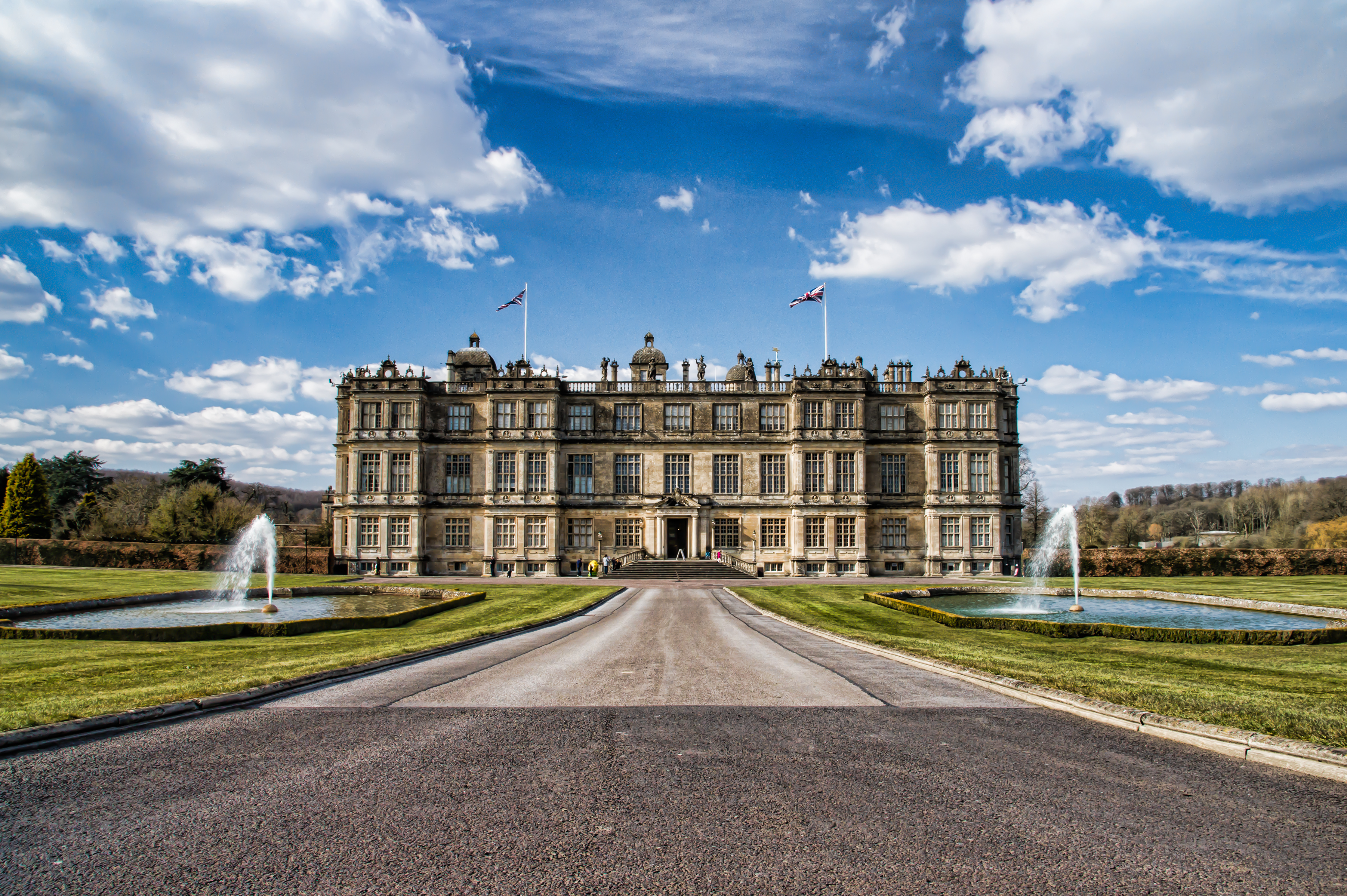
Longleat House
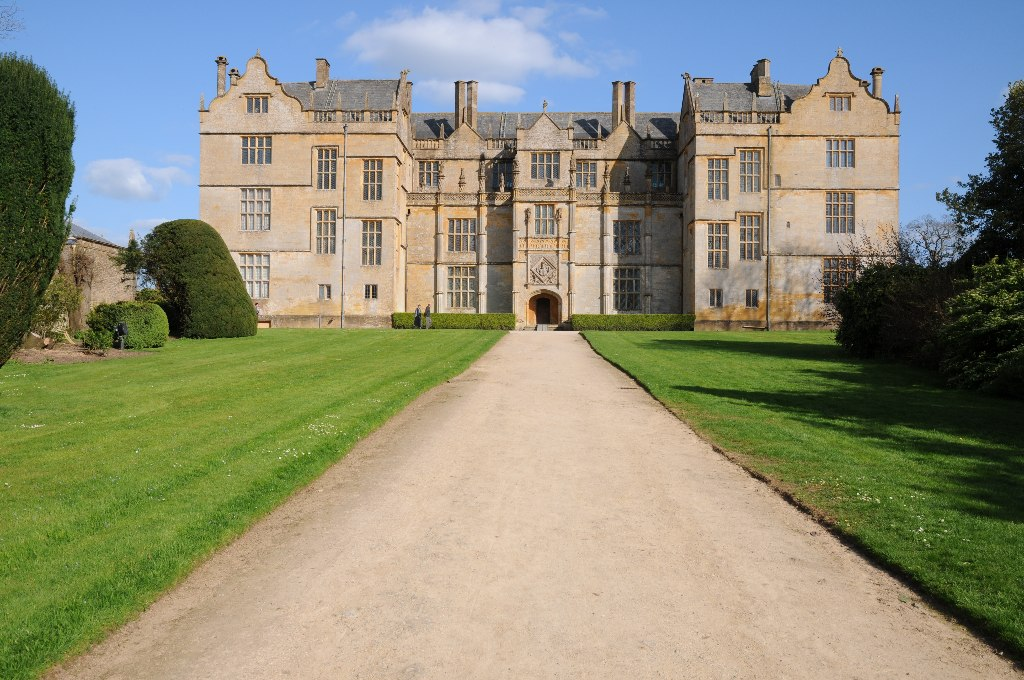
Montacute House